# Алегри
Алегри (порт. Alegre)  —  муниципалитет в Бразилии, входит в штат Эспириту-Санту. Составная часть мезорегиона Юг штата Эспириту-Санту. Входит в экономико-статистический микрорегион Алегри. Население составляет 32 669 человек на 2006 год. Занимает площадь 756,860 км². Плотность населения — 42,3 чел./км².

## История
Город основан 11 ноября 1890 года.

## Статистика
- Валовой внутренний продукт на 2005 составляет 154.977.000,00 реалов (данные: Бразильский институт географии и статистики).
- Валовой внутренний продукт на душу населения на 2003 составляет 3.012,80 реалов (данные: Бразильский институт географии и статистики).
- Индекс развития человеческого потенциала на 2000 составляет 0,739 (данные: Программа развития ООН).

## География
Климат местности: горный тропический. В соответствии с классификацией Кёппена, климат относится к категории Cwa.